# Pat Benatar
Patricia Mae Andrzejewski (Nova Iorque, 10 de janeiro de 1953), mais conhecida por seu nome artístico Pat Benatar é uma cantora e compositora americana, com sete discos de platina e três álbuns de ouro, bem como 19 músicas no Top 40. Pat Benatar foi indicada para o Hall da Fama do Rock and Roll em 2004.
A música "Love is a Battlefield" foi um hino adolescente em 1983 e entrou como trilha sonora para o filme "De Repente 30". A música "Hit Me With Your Best Shot" foi incluída no jogo Guitar Hero III: Legends of Rock na turnê Starting Out Small, e a música "Heartbreaker" aparece no Guitar Hero World Tour, a quarta versão do jogo . Além de ter interpretado a música Invincible tema do Filme A Lenda de Billie Jean (1985)

## Discografia

### Álbuns
| Ano  | Álbum                    | Estados Unidos | Informação                      |
| ---- | ------------------------ | -------------- | ------------------------------- |
| 1979 | In The Heat Of The Night | 12             | álbum début                     |
| 1980 | Crimes Of Passion        | 2              | -                               |
| 1981 | Precious Time            | 1              | -                               |
| 1982 | Get Nervous              | 4              | -                               |
| 1983 | Live From Earth          | 13             | álbum ao vivo com faixas extras |
| 1984 | Tropico                  | 14             | -                               |
| 1985 | Seven The Hard Way       | 26             | -                               |
| 1988 | Wide Awake In Dreamland  | 28             | -                               |
| 1989 | Best Shots               | 67             | álbum Best Of                   |
| 1991 | True Love                | 37             | -                               |
| 1993 | Gravity's Rainbow        | 85             | -                               |
| 1997 | Innamorata               | 171            | -                               |
| 2003 | Go                       | 187            | -                               |

### Singles
| Ano  | Título                       | EUA | GB | NL | GER | AUS | Álbum                    |
| ---- | ---------------------------- | --- | -- | -- | --- | --- | ------------------------ |
| 1979 | "Heartbreaker"               | 23  | -  | -  | -   | 95  | In The Heat Of The Night |
| 1980 | "I Need A Lover"             | -   | -  | 31 | -   | -   | In The Heat Of The Night |
| 1980 | "We Live For Love"           | 27  | -  | -  | -   | 28  | In The Heat Of The Night |
| 1980 | "You Better Run"             | 42  | -  | -  | -   | 31  | Crimes Of Passion        |
| 1980 | "Hit Me With Your Best Shot" | 9   | -  | -  | -   | 33  | Crimes Of Passion        |
| 1981 | "Treat Me Right"             | 18  | -  | -  | -   | -   | Crimes Of Passion        |
| 1981 | "Fire And Ice"               | 17  | -  | -  | -   | 30  | Precious Time            |
| 1981 | "Promises In The Dark"       | 38  | -  | -  | -   | -   | Precious Time            |
| 1982 | "Shadows Of The Night"       | 13  | 50 | -  | -   | 19  | Get Nervous              |
| 1983 | "Little Too Late"            | 20  | -  | -  | -   | -   | Get Nervous              |
| 1983 | "Looking For A Stranger"     | 39  | -  | -  | -   | -   | Get Nervous              |
| 1983 | "Love Is A Battlefield"      | 5   | 17 | 1  | 3   | 1   | Live From Earth          |
| 1984 | "We Belong"                  | 5   | 22 | 10 | 9   | 7   | Tropico                  |
| 1985 | "Ooh Ooh Song"               | 36  | -  | -  | -   | 78  | Tropico                  |
| 1985 | "Invincible"                 | 10  | 53 | 18 | 31  | 23  | Seven The Hard Way       |
| 1985 | "Sex As A Weapon"            | 28  | 67 | -  | -   | 33  | Seven The Hard Way       |
| 1986 | "Le Bel Age"                 | 54  | -  | -  | -   | 86  | Seven The Hard Way       |
| 1988 | "All Fired Up"               | 19  | 19 | -  | -   | 2   | Wide Awake In Dreamland  |
| 1988 | "Don't Walk Away"            | -   | 42 | -  | -   | -   | Wide Awake In Dreamland  |
| 1989 | "One Love"                   | -   | 59 | -  | -   | -   | Wide Awake In Dreamland  |
| 1991 | "True Love"                  | -   | -  | 13 | -   | -   | True Love                |
| 1993 | "Somebody's Baby"            | -   | 48 | -  | -   | -   | Gravity's Rainbow'       |